# 耐え子の日常
『耐え子の日常』（たえこのにちじょう）は、そろそろ谷川による日本の漫画作品。
理不尽な目に遭っても笑顔で耐えるOL・耐え子の日常を描く作品。

## 沿革
そろそろ谷川が2015年12月よりTwitterで公開している漫画。2018年にはInstagramでも連載を開始し、SNS累計フォロワー50万人を超える。2016年には、情報誌『シティリビング』（サンケイリビング新聞社）にて7月15日発行号より、漫画雑誌『ミラクルジャンプ』（集英社）にて8月18日発行号より連載が開始された。2018年には単行本も発売された。

## 登場人物
辛抱 耐え子
声 - 田中さん（「関東在住の一般人」「ただのド素人」とPR）
日常生活で理不尽な目に遭うOL。
何事もそつなくこなしていく有能さである。

さんいん中央テレビ（TSK）のウェブアニメでは「TSK YouTube課アナウンサー」という設定になっている。
朝美ちゃん
声 - 愛美
耐え子の同僚。
耐え子に対して数々のトラブルへ巻き添えにしてしまう。良好な関係性と思われるが実際は不仲という見方もある。
姉崎ちゃん
声 - 遠野ひかる
耐え子の同僚。
亀山ちゃん
声 - 紡木吏佐
耐え子の同僚。
花田ちゃん
耐え子の同僚。アニメではedのみ登場、原作で彼女が出てくるシーンは、アニメでは朝美ちゃんが登場する。
男性キャラはほぼすべて森嶋秀太が演じている。また、愛美、遠野、紡木も上記以外の別キャラクターを演じる。また、FROGMAN（6話・8話）、斎藤真美（ABCテレビアナウンサー・22話）がゲスト出演している。

## 書誌情報
1. 『耐え子の日常』2018年5月22日発売、ISBN 978-4-9909586-7-1
2. 『耐え子の日常 フルスロットル』2018年11月30日発売、ISBN 978-4-909711-05-2
3. 『耐え子の日常 POWER!!』2020年3月3日発売、 ISBN 978-4-909711-11-3

## アニメ
2019年10月から2020年3月まで、テレビアニメが朝日放送テレビ（ABCテレビ）の製作により、5分枠でTOKYO MXなどで放送された。アニメーション制作はDLEが行い、同社がABC傘下になって初の元請作品となった。
その後、新シリーズが2020年7月から12月までTOKYO MXで放送された。第2期は1分間に短縮される代わりに、平日に毎日放送される特殊な形態を持つ。なお、朝日放送テレビは製作も放送もしていない。2020年9月からYouTubeで一部の回が公開されており、2021年2月からは新作も公開されるようになった。
なお、さんいん中央テレビ（TSK）では本放送とは別に、同局による自社制作版が、2019年11月30日から2021年9月17日までYouTubeの「TSK YouTube課」チャンネルで公開されていた。

### スタッフ
- 監督・脚本 - そろそろ谷川[4]
- 脚本 - 川口夢斗
- 演出・コンテ・作画監督 - 佐藤充夫
- 作画 - 堤心平、斎藤晃弘など
- 制作進行 - 斉藤晃弘
- デザイン協力 - 瀧田理絵
- 音楽制作 - すどうゆうき
- アニメーション制作 - DLE[3]
- 製作 - 朝日放送テレビ（第1期のみ）・DLE[3]

### 主題歌
オープニングテーマ
歌 - 耐え子（田中さん）
エンディングテーマ
歌 - 耐え子（田中さん）

### 放送局
| 放送期間                                                  | 放送時間                           | 放送局         | 対象地域   | 備考   |
| --------------------------------------------------------- | ---------------------------------- | -------------- | ---------- | ------ |
| 2019年10月6日 - 2020年3月29日                             | 日曜 1:10 - 1:15（土曜深夜）       | 朝日放送テレビ | 近畿広域圏 | 製作局 |
| 2019年10月9日 - 2020年4月1日                              | 水曜 1:00 - 1:05（火曜深夜）       | TOKYO MX       | 東京都     |        |
| 2020年3月31日 -                                           | 火曜18:55 -19:00→金曜18:55 - 19:00 | 北陸放送       | 石川県     |        |
| TOKYO MXでは2019年12月30日に一挙放送を2部構成で放送した。 |                                    |                |            |        |

| 配信期間                                                | 配信時間       | 配信サイト                                |
| ------------------------------------------------------- | -------------- | ----------------------------------------- |
| 2019年10月6日 - 2020年3月29日                           | 日曜 1:15 更新 | TVer GYAO!                                |
| 2020年5月21日 -                                         | -              | dアニメストア U-NEXT Amazonプライムビデオ |
| 2020年配信開始のサイトは5回ごとに区切る形を取っている。 |                |                                           |

| 放送期間                                                     | 放送時間            | 放送局   | 対象地域 | 備考 |
| ------------------------------------------------------------ | ------------------- | -------- | -------- | ---- |
| 2020年7月1日 - 12月31日                                      | 月-金 17:59 - 18:00 | TOKYO MX | 東京都   |      |
| 9月28日と29日に第48回までの一挙放送を実施（23:00からの30分） |                     |          |          |      |

| 配信期間 | 配信時間 | 配信サイト |
| --- | -------- | ---------- |
| 2020年9月2日 - | 不定期   | YouTube    |
| 2021年2月までは月・水・金に更新されていた。 完全新作のほか、テレビシリーズからの傑作選が組まれる。次回予告があるが、内容とはほとんど関係ない。 |          |            |